# Stadtpark Dessau
Der Dessauer Stadtpark ist ein etwa acht Hektar großer Park westlich der historischen Kernstadt von Dessau in Dessau-Roßlau. Zu den Kunstwerken im Park zählen die Bronzeplastik „Kentaur und Nymphe“ des Berliner Bildhauers Reinhold Begas (1831–1911), eine Büste von Moses Mendelssohn (1729–1786) und Denkmäler für Wilhelm Müller (1794–1827) und Friedrich Schneider (1786–1853) des Dessauer Bildhauers Hermann Schubert (1831–1917).

## Geschichte

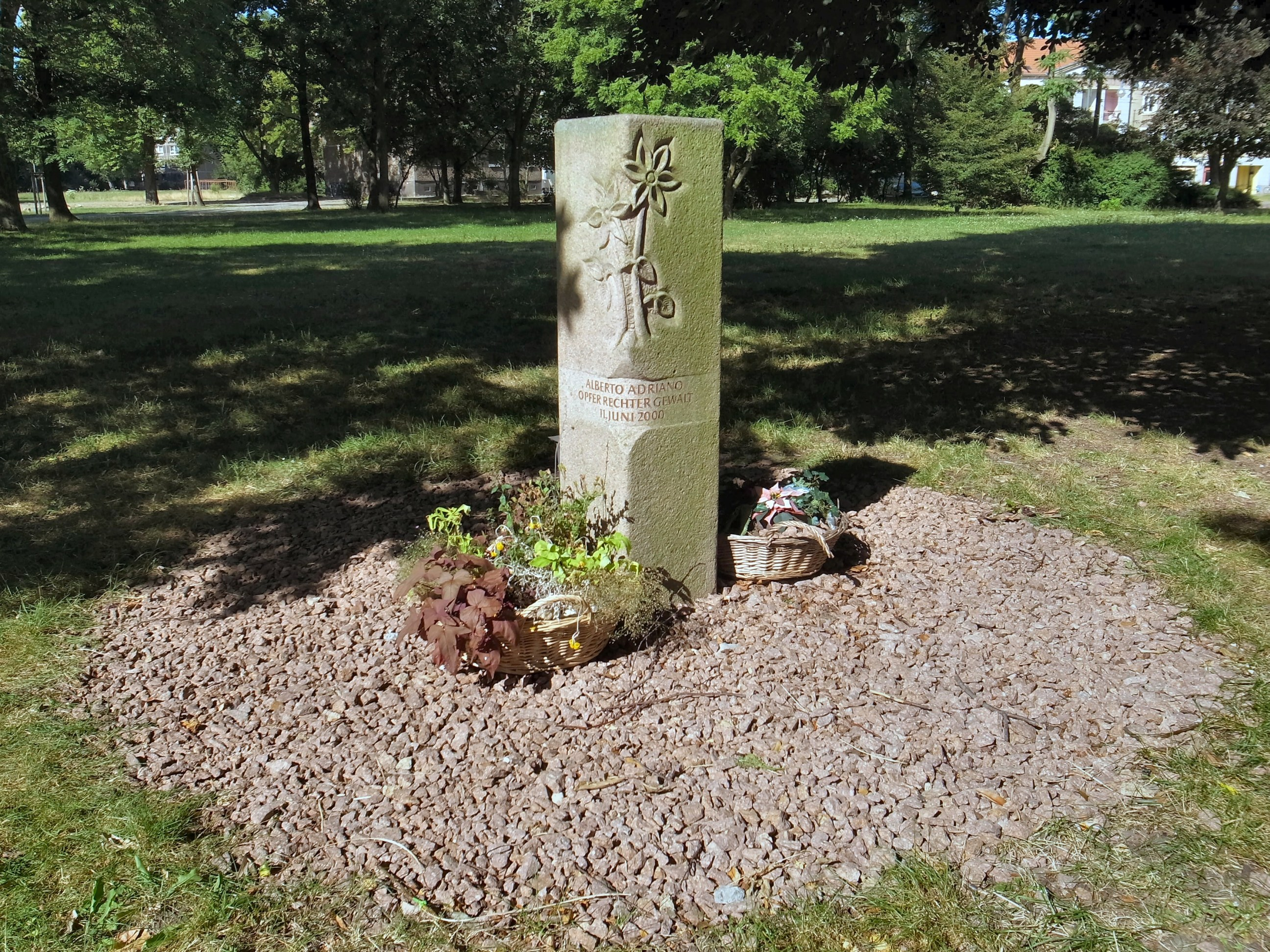
Gedenkstein für Alberto Adriano

Ein erster Bericht über die Nutzung des Bereiches stammt aus dem Jahr 1475. Gegen Ende des 17. Jahrhunderts wurden hier zwölf Gärten gezählt. Im Jahr 1688 beanspruchte Fürst Johann Georg II. sechs dieser Grundstücke für die Anlage der Neustadt. Sein Sohn, Fürst Leopold, ließ im Jahr 1708 die mittelalterliche Stadtmauer abbrechen und ab 1712 durch die weitläufigere Akzisemauer ersetzen. Bis um 1740 ließ er für seine Söhne Prinz Eugen und Prinz Moritz zwei Palais erbauen. Im Jahr 1780 wurde im Palaisgarten ein Gartenhaus als Mausoleum für Prinz Eugen eingerichtet und später zur Orangerie umgestaltet. Auf der östlichen Seite der Kavalierstraße entstand bis 1798 das Herzogliche Hoftheater nach Plänen von Erdmannsdorff. Um 1830 entstand das Palais des Prinzen Georg – die spätere Anhaltische Gemäldegalerie. Im weiteren Verlauf des 19. Jahrhunderts, in der Zeit der Industrialisierung, wurden der nördliche Teil des heutigen Stadtparks und die umgebenden Quartiere überbaut.
Beim Luftangriff auf Dessau am 7. März 1945, bei dem 85 % der Stadt vernichtet wurden, wurden auch Bäume und Bauten des Stadtgartens zerstört. Im Jahr 1950, als er den Namen Stadtpark erhielt, begann die Wiederherstellung. Erst um 1980 war die Neugestaltung des Areals abgeschlossen.
Eine Stele markiert den Ort, wo Alberto Adriano, ein Vertragsarbeiter aus Mosambik, am 11. Juni 2000 ein Opfer rechtsextremer Gewalt wurde.
Am 8. September 2019 eröffnete am Stadtpark das Bauhaus Museum Dessau, das nach Plänen des Architurbüros addenda architects aus Barcelona errichtet wurde.